# 沈元 (空气动力学家)
沈元（1916年4月26日—2004年6月1日），男，福建福州人，中国空气动力学家，航空工程学家，航空教育家。

## 生平
1916年4月26日，生于福建省福州市。 
1935年至1936年，北平燕京大学化学系肄业。1936年至1940年，清华大学航空系毕业。
1940年至1943年，昆明清华大学（西南联合大学）航空系助教。
1943年至1945年，由英国文化委员会（British Council）资助，获英国伦敦大学帝国理工学院博士学位。 1945年至1946年，英国罗罗航空发动机公司考察制造技术。 
1946年至1949年，清华大学航空系副教授、教授、系主任。 1949年至1950年，在福州英华中学任教。 1950年至1952年10月，清华大学航空工程学院教授、院长。 
1952年10月，北京航空学院教授、副院长、院长兼院党委副书记。 1980年，当选为中国科学院学部委员（院士）。1983年后，任北京航空学院（现北京航空航天大学）名誉院（校）长。1986年6月，中国科学技术协会第三次全国代表大会在北京召开，选举产生第三届全国委员会。6月28日，第三届全国委员会第一次会议召开，推举其担任常务委员。1995年5月，中国科学技术协会第四次代表大会召开，并选举产生第四届全国委员会。5月27日，第四届全国委员会第一次会议召开，其被选为荣誉委员。

## 主要著作
- 沈元，《大马赫数下绕圆柱的可压缩流动的理论探讨》 (A theoretical inverstigation of compressible flow round cylinders at large mach nambers) British Aeronautical Research Council Report No.9873, 1947
- 沈元，《高亚声速下可压缩性流体绕似椭圆柱体的流动》